# Industry Shakedown
Albums de Freddie Foxxx
Freddie Foxxx Is Here
(1989) Konexion
(2003)
Industry Shakedown est le deuxième album studio de Freddie Foxxx (sous le nom de Bumpy Knuckles), sorti le 20 juin 2000.

## Liste des titres
| No  | Titre                                      | Contient un (des) sample(s) de                                                                       | Durée |
| --- | ------------------------------------------ | --- | ----- |
| 1.  | Live @ the Roxy 2000                       | | 1:34  |
| 2.  | 24 Hrs.                                    | | 4:03  |
| 3.  | Tell 'Em I'm Here                          | As We Fall in Love Once More de Shirley Bassey                                                       | 4:30  |
| 4.  | Bambaataa & Bumpy Talk Industry            | | 1:20  |
| 5.  | Inside Your Head                           | | 4:03  |
| 6.  | Who Knows Why?                             | | 4:44  |
| 7.  | Searchin'                                  | | 5:24  |
| 8.  | Never Bow Down                             | | 1:32  |
| 9.  | Industry Shakedown                         | | 4:50  |
| 10. | MC's Come And MC's Go                      | | 4:48  |
| 11. | Bumpy Bring It Home (featuring Billy Danz) | The Morning Song de Les McCann Never Can Say Goodbye de James Brown                                  | 4:46  |
| 12. | Live in Tokyo With DJ Ruckas               | | 3:09  |
| 13. | Bumpy Knuckles Baby                        | Pride and Vanity des Ohio Players I Got Some de Sugar Billy Garner Win the G d'O.C. et Freddie Foxxx | 4:03  |
| 14. | R.N.S.                                     | M.U.G. d'O.C. featuring Freddie Foxxx Diamond Robbery du John Keating Orchestra                      | 4:34  |
| 15. | Stock in the Game                          | Walking Down Lonely Street de Joe Simon                                                              | 4:24  |
| 16. | Intelligent Thug-Bumpy's Theory            | | 1:24  |
| 17. | Feel Like I Been Here                      | | 5:13  |
| 18. | The Mastas (featuring M.O.P.)              | I Want to Make Love to You So Bad d'Isaac Hayes                                                      | 3:09  |
| 19. | Part of My Life                            | Day Dreaming du Roy Ayers Ubiquity                                                                   | 4:03  |
| 20. | Live @ The Roxy 2000 Outro                 | | 1:03  |